# Joan Melià i Garí
Joan Melià Garí (Porreres, Mallorca, 1954) és un filòleg i professor jubilat de la Universitat de les Illes Balears, especialitzat en sociolingüística.
Llicenciat en filologia hispànica i doctor en filologia catalana per la Universitat de les Illes Balears, universitat on fou primer professor associat (1989-1999) i després professor titular (1999-2020) del Departament de Filologia Catalana i Lingüística General. El seu camp de treball s'ha centrat en la sociolingüística, la didàctica de la llengua i la planificació lingüística.

## Biografia
L’any 1978 es va llicenciar en Filologia Hispànica i el 1996 es doctorà en Filologia Catalana a la Universitat de les Illes Balears amb una tesi sobre les actituds dels joves de Mallorca enversa la llengua catalana. Va ser un dels impulsors de les activitats del II Congrés Internacional de la Llengua Catalana a Mallorca de 1986. Fou vicerector de normalització lingüística de la UIB i durant la legislatura 1999-2003, fou Director General de Política Lingüística de les Illes Balears a la conselleria de Cultura que dirigí Damià Pons i Pons. Durant la seva gestió es va crear Som Ràdio, aconseguí la introducció d'apartats lingüístics a la Llei de Comerç tot donant suport a l'etiquetatge de productes en català, i defensà la promoció del català com a idioma d'acollida dels immigrants.
Ha estat vocal de la Comissió per a l'Ensenyament i Normalització del Català (CENC) i de l'Obra Cultural Balear, investigador principal del Grup de Recerca Sociolingüística de les Illes Balears i membre del Consell Consultiu del Programa de la Gramàtica Catalana de l'Institut d'Estudis Catalans. També formà part de la junta directiva del Moviment d'Escoles Mallorquines i impulsà l'Associació 31, que organitza activitats culturals que promouen l'ús del català entre els joves d'ensenyament secundari. Fou organitzador dels primers concerts de rock en català a les Illes Balears i impulsor de l'estrena als cinemes balears de pel·lícules doblades al català.
Ha escrit una gran quantitat d'articles a revistes especialitzades i ha obtingut els premis Joan Estelrich de periodisme i el Premi Emili Darder dels Premis 31 de desembre (1997) i l'extraordinari de doctorat en Filologia Catalana. El 2010 va rebre un dels Premis d'Actuació Cívica de la Fundació Lluís Carulla i el 2014 va guanyar el Premi Pompeu Fabra de trajectòria professional, científica o cívica.

## Obra publicada
- Llengua i immigració: la llengua i els immigrants de segona generació a Mallorca (1992)
- La llengua dels joves. Comportaments i representacions lingüístics dels adolescents mallorquins (1997)
- La situació lingüística a les Illes Balears: estat crític (1999)
- Immigració i normalització lingüística (2004)

### Autoria compartida
- Alfa. Mètode d'autocorrecció gramatical assistida (1995)
- La llengua catalana a Mallorca, propostes per a l'ús públic (1999)
- Proposta de model de llengua per a l'escola de les illes Balears (1999)
- Les dades lingüístiques del cens de l'any 2001: alguns dubtes i limitacions (2005)
- Frases i texts: exercicis d'autocorrecció de llengua catalana (1999)
- La llengua catalana a Mallorca. Propostes per a l'ús públic, amb Antoni I. Alomar i Jaume Corbera i Pou, Palma: Consell de Mallorca, 2008. ISBN 978-84-96069-94-7.
- Policies Promoting the Use of Catalan in Oral Communications and to Improve Attitudes towards the Language. Democratic Policies for Language Revitalisation: the Case of Catalan, amb Emili Boix, Brauli Montoya, 150-181. Basingstoke (Regne Unit): Palgrave MacMillan, 2011. ISBN 978-1-4039-3732-2.
- Enquesta d’usos lingüístics a les Illes Balears 2014. Anàlisi, amb Maria del Mar Vanrell (coordinadors), Palma: Conselleria de Cultura, Participació i Esports del Govern de les Illes Balears, Departament de Cultura de la Generalitat de Catalunya i Universitat de les Illes Balears, 2017. ISBN 978-84-8384-366-6.

### Obres col·lectives
- Societat, llengua i norma. A l'entorn de la normalització de la llengua catalana (2001)
- La llengua catalana, present i futur (2005)
- Reflexions sobre el paper de la premsa local a Menorca (2005)